# Dauricin
Dauricin ist eine chemische Verbindung aus der Gruppe der phenolischen Isochinolin-Alkaloide.

## Eigenschaften
Dauricin ist ein sekundärer Pflanzenstoff der Pflanzen Menispermum dauricum und Menispermum canadense. Dauricin oder Wurzelpräparate von M. dauricum werden in China zur Behandlung der Ischämie, Angina, Arrhythmie und Entzündungskrankheiten verwendet. Dauricin moduliert Ca2+- und manche Na+-Ionenkanäle. Dauricin besitzt in Zellkulturen Anti-Tumor-Wirkung, durch Induktion einer Autophagie. Die Biotransformation von Dauricin führt zu einem Chinon-Methid, das zu Addukten von Proteinen führt und vermutlich toxisch ist. Im Jahr 1964 wurde Dauricin erstmals von Tetsuji Kametani und Keiichiro Fukumoto über die Arndt-Eistert-Reaktion und die Bischler-Napieralski-Reaktion synthetisiert. Dauricin kann per LC-MS im Urin nachgewiesen werden.